# Yasser Corona
Yasser Anwar Corona Delgado (Tepic, 1987. július 28. –) mexikói válogatott labdarúgóhátvéd, aki 2016 óta a Tijuana csapatában szerepel.

## Pályafutása

### Klubcsapatokban
Első profi felnőtt csapatában, a Monarcas Moreliában 19 évesen, 2006. november 12-én lépett először pályára az América otthonában, egy 2–1-re elveszített mérkőzésen. 2009-ben a Méridával megnyerte a másodosztályú bajnokságot, majd több első osztályú csapatban is szerepelt rövidebb ideig. A 2015-ös Clausura szezonban a Querétaróval a döntőig menetelt, de csak az ezüstérmet helyet tudták megszerezni. 2016 nyarán a Tijuana csapatához igazolt.

### A válogatottban
Bekerült a 2015-ös CONCACAF-aranykupa keretébe, élete első válogatott mérkőzését is itt játszotta, a harmadik csoportmeccsen lépett pályára Trinidad és Tobago ellen.

#### Mérkőzései a válogatottban
| Mexikó | Mexikó            | Mexikó                             | Mexikó | Mexikó   | Mexikó             | Mexikó                          | Mexikó | Mexikó  |
| #      | Dátum             | Helyszín                           | Hazai  | Eredmény | Vendég             | Kiírás                          | Gólok  | Esemény |
| ------ | ----------------- | ---------------------------------- | ------ | -------- | ------------------ | ------------------------------- | ------ | ------- |
| 1.     | 2015. július 15.  | Charlotte, Bank of America Stadion | Mexikó | 4 – 4    | Trinidad és Tobago | CONCACAF-aranykupa, csoportkör  | 0      | 78'     |
| 2.     | 2015. július 19.  | East Rutherford, MetLife Stadium   | Mexikó | 1 – 0    | Costa Rica         | CONCACAF-aranykupa, negyeddöntő | 0      | 36' 92' |
| 3.     | 2016. február 10. | Miami, Marlins Park                | Mexikó | 2 – 0    | Szenegál           | barátságos                      | 0      |         |
| 4.     | 2016. március 29. | Mexikóváros, Estadio Azteca        | Mexikó | 2 – 0    | Kanada             | vb-selejtező                    | 0      | 46'     |
| 5.     | 2016. május 28.   | Atlanta, Georgia Dome              | Mexikó | 1 – 0    | Paraguay           | barátságos                      | 0      | 56'     |
| 6.     | 2016. június 1.   | San Diego, Qualcomm Stadium        | Mexikó | 1 – 0    | Chile              | barátságos                      | 0      |         |
| 7.     | 2016. június 9.   | Pasadena, Rose Bowl                | Mexikó | 2 – 0    | Jamaica            | Copa América, csoportkör        | 0      |         |
|        | Összesen          |                                    |        | 7        | mérkőzés           |                                 | 0      | gól     |